# 蒙特希爾卡山
9°57′05″S 76°58′29″W / 9.95139°S 76.97472°W
蒙特希爾卡山（Munti Hirka），是秘魯的山峰，位於該國北部安卡什大區，由博洛涅西省的瓦良卡區負責管轄，屬於瓦良卡山脈的一部分，海拔高度4,400米。